# Orlitia borneensis
Orlitia borneensis је гмизавац из реда корњача и фамилије Geoemydidae. 

## Угроженост
Ова врста се сматра угроженом.

## Распрострањење
Врста има станиште у Индонезији и Малезији.

## Станиште
Станиште врсте су слатководна подручја.